# Ярославское музыкальное училище имени Л. В. Собинова

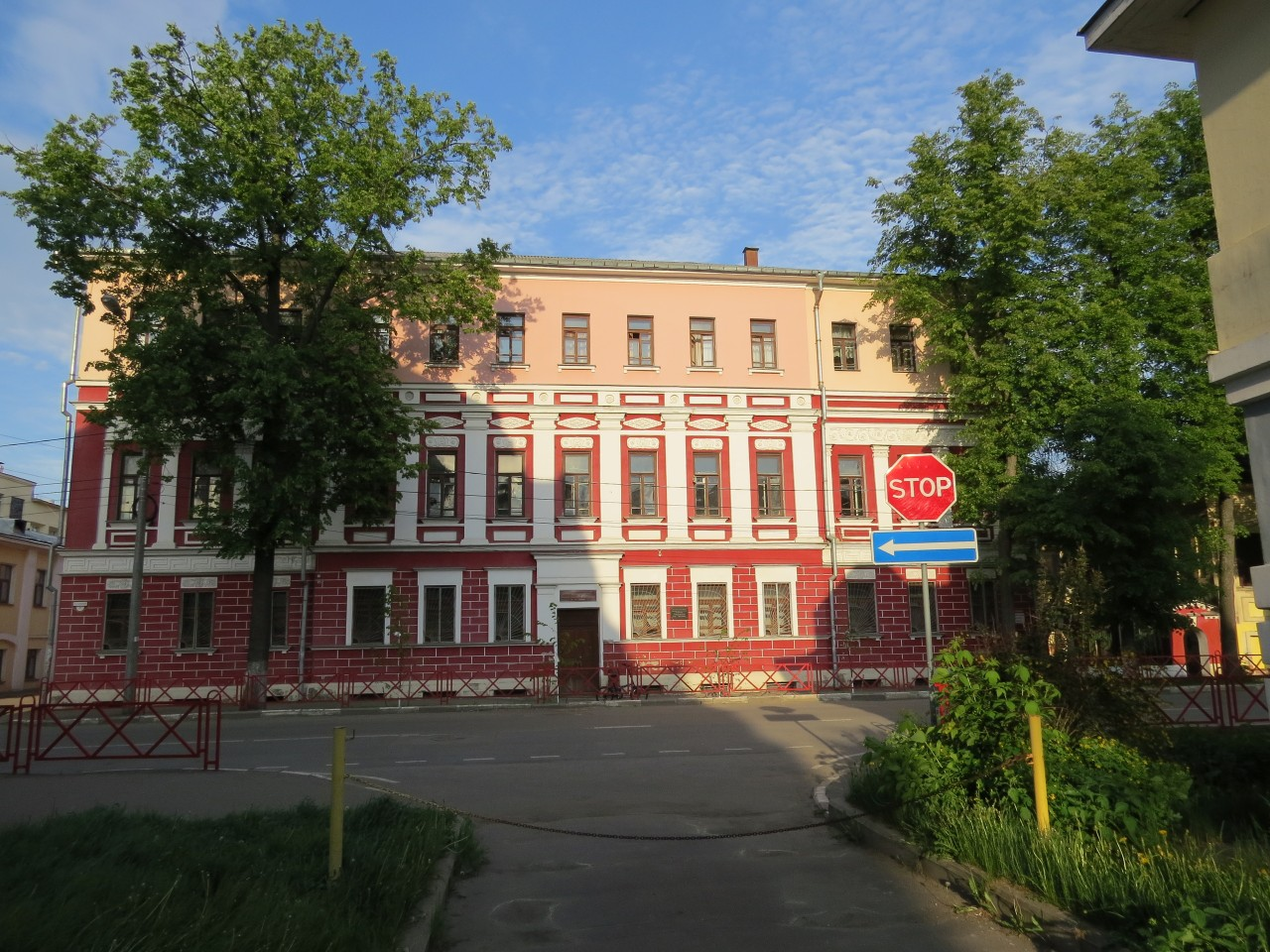
Ярославское музыкальное училище (колледж) им Л. В. Собинова, фотография вида спереди, лето 2019

Ярославское музыкальное училище (колледж) имени Леонида Витальевича Собинова — одно из старейших учебных заведений Ярославля.

## История

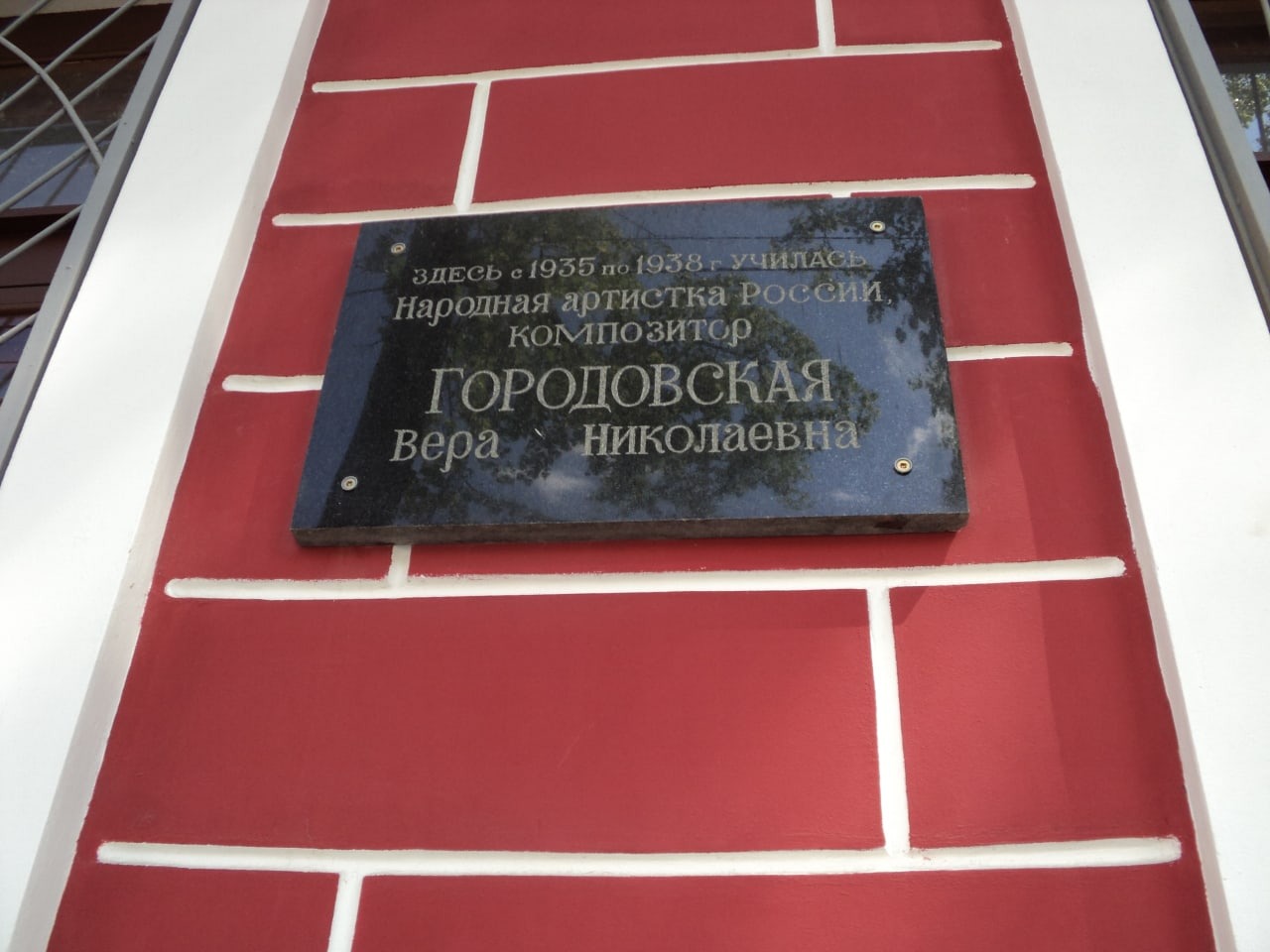
Мемориальная доска В. Н. Городовской на здании училища

Основано на базе музыкальных классов фортепиано, скрипки, сольного и хорового пения, теории музыки в 1904 году по инициативе Ярославского отделения Русского музыкального общества при содействии губернатора А. Римского-Корсакова. Первыми преподавателями были выпускники столичных консерваторий. Обучение было платным, но лучшие бедные студенты учились бесплатно.
В 1907 году было открыто отделение духовых инструментов, в 1920-е годы — отделение народных инструментов, на базе которого Е. Стомпелев организовал оркестр русских народных инструментов.

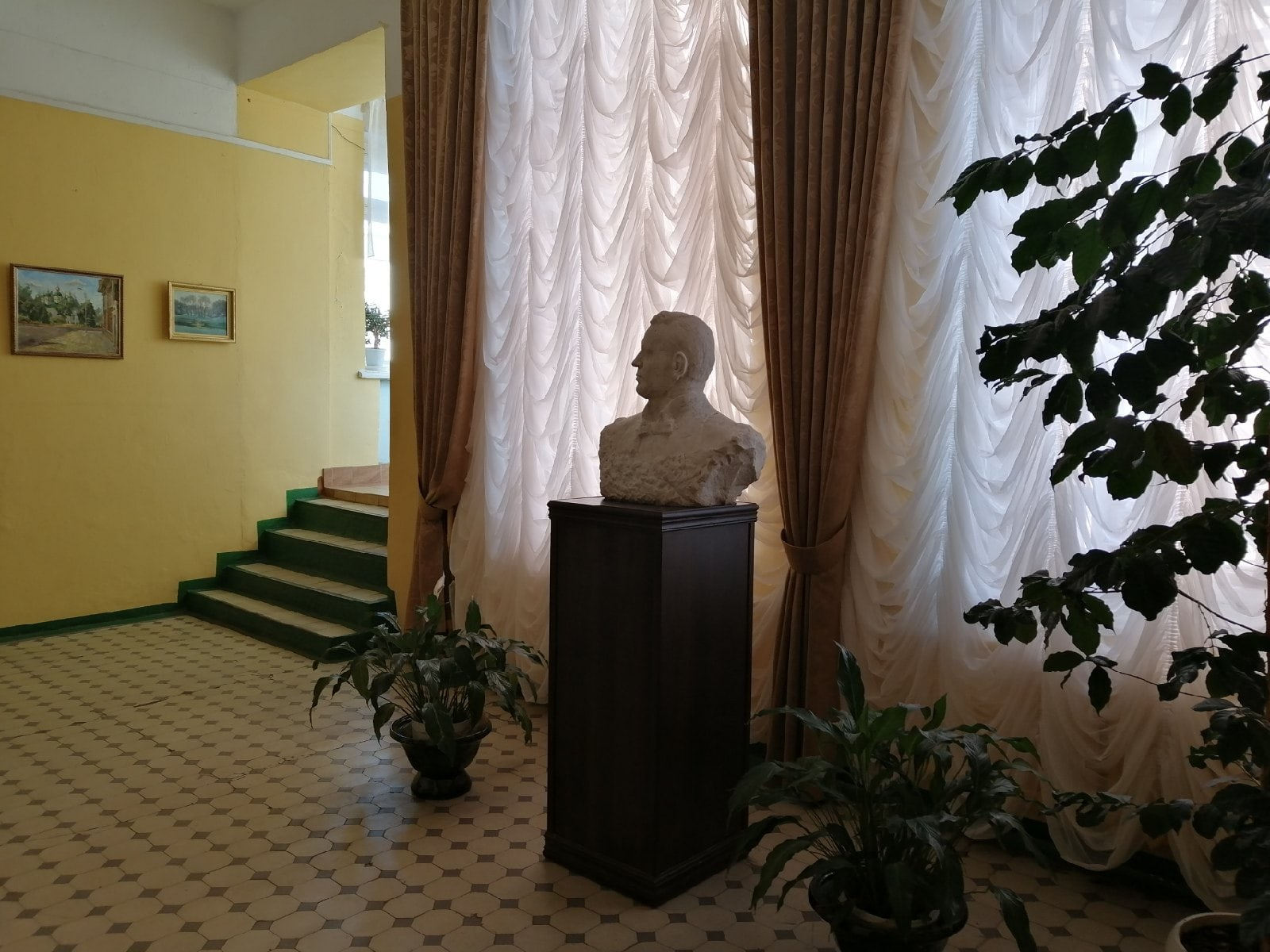
Бюст Леонида Витальевича Собинова на 2 этаже

В 1910 году дирекция Ярославского отделения Императорского русского музыкального общества, «желая дать твердое основание музыкальному просвещению в городе Ярославле… ходатайствовала перед главной дирекцией Императорского русского музыкального общества о преобразовании существующих музыкальных классов в музыкальное училище. Главная дирекция, рассмотревши это ходатайство… постановила: в виду достигнутых сихъ художественных результатов музыкальными классами, преобразовать таковые в музыкальное училище с 1 сентября 1910 г. с правами, этим училищам присвоенными».
В 1920—1930-е годы учебное заведение называлось музыкальным техникумом и народной консерваторией. Имя русского певца, уроженца Ярославля Леонида Витальевича Собинова (1872—1934) присвоено училищу в ознаменование 35-летия концертной и артистической деятельности
музыканта в 1933 году.
С 1939 года училище располагается в здании бывшей земской управы на улице Собинова, недалеко от родного дома Леонида Витальевича. После войны в училище работают 7 отделений: фортепиано, струнных инструментов, духовых инструментов, народных инструментов, хорового дирижирования, сольного пения и теории музыки. В 1975 году открыта детская музыкальная школа при училище.
Директорами училища были Д. М. Кучеренко, Н. П. Каверин, Н. Ф. Золотов, М. Н. Иванов, А. А. Кочергин, В. Д. Кривенко, Н. Н. Симаков, Недда Израилевна Аязян, Наталья Григорьевна Бабурова.
Симфонический оркестр в Ярославском музыкальном училище был организован с первых дней существования. Он состоял из учащихся и педагогов, привлекались и музыканты-любители, а на наиболее ответственные концерты приезжали музыканты из Москвы. В его репертуаре были серьёзные произведения (1 симфония Л.в. Бетховена, ярчайшая увертюра «Эгмонт» и др.)
Летом 1943 года руководство Ярославской филармонии решило «привлечь в симфонический оркестр музыкального училища в составе 25 человек в работе музыкально-литературного лектория».
А в 1944 году решением исполкома был создан симфонический оркестр при Ярославской филармонии. Дирижёром был назначен А. Е. Уманский, директор и преподаватель музыкального училища. На фото — выступление сводного хора и симфонического оркестра Ярославского музыкального училища им. Л. В. Собинова (60-е годы XX века). Дирижёр А. Е. Уманский.
Из архивных данных есть фотография, как ведёт урок по теории Борис Михайлович Назьмов (1902—1944), который преподавал в училище с 1929 года по 1944 год. Это был талантливый композитор, руководитель ярославского отделения Союза композиторов, организатор и первый хормейстер Государственного ансамбля волжской песни и пляски, собиратель и исследователь фольклора, краевед. В основе его творчества лежала народная песня. Он создал обработки 60 народных песен, написал Героический марш Ярославского ополчения, музыку к спектаклям Первого Российского драматического театра им. Ф. Г. Волкова, театра кукол, всего около 130 произведений.

### Всеволод Задерацкий в истории и жизни училища
Яркий след в жизни Ярославского музыкального училища оставил композитор, дирижер и пианист Всеволод Петрович Задерацкий (1891—1953).
Задерацкий — выпускник юридического факультета Московского университета и Московской консерватории (учился по композиции у С. И. Танеева и М. М. Ипполитова-Иванова, по фортепиано — у Г. А. Пахульского, по дирижированию — у А.Орлова), участник первой мировой войны (офицер царской армии), в гражданскую войну 1918—1920 годах воевал в армии Деникина, чудом не погиб, попав в плен к красным.
В 1926 году он был арестован и заключен в тюрьму. В 1929 году получил разрешение жить в Москве, стал штатным композитором на Всесоюзном радио, участвовал в работе Ассоциации Современной Музыки в которую входил В. П. Задерацкий, Д. Д. Шостакович, М. О. Штейнберг, Ю. А. Шапорин, С. Е. Фейнберг, А. Н. Александров, Б. В. Асафьев, В. В. Держановский, Д. Б. Кабалевский, Н. Я. Мясковский, Л. А. Половинкин, Г. Н. Попов, В. В. Щербачёв.
Авангардные сочинения Задерацкого этого периода подвергались критике за «формализм», как и творчество других асмовцев. В 1934 году композитор был выслан в Ярославль, (где в 1935 году у него родился сын Всеволод, в будущем, профессор Московской консерватории).
В училище ему предложили должность заведующего учебной частью. Он вел дирижерский класс, оперный класс, историю музыки, гармонию, анализ форм, инструментоведение, специальное фортепиано, дирижирование симфоническим оркестром, фортепианный ансамбль, курсы повышения квалификации педагогов-пианистов.
В это время были написаны вокальный цикл «Детки в клетке» на слова С. Маршака, «Арктическая симфония» для детско-юношеского оркестра и хора на собственный текст, опера «Валенсианская вдова» по комедии Лопе де Вега (клавир), три симфонических плаката «Завод», «Конная Буденного», «Марш народной армии Китая».
Убеждает дирекцию училища открыть оперный класс, организует оркестр из педагогов, студентов старших курсов, оркестрантов Первого Императорского Российского театра драмы имени Фёдора Григорьевича Волкова.
В Ярославле Задерацкий обрел гражданство, утратив статус «лишенца», но произведения его, несмотря на это, исполнялись крайне редко. А в 1937 году он вновь был арестован и выслан на Колыму на 6 лет за «пропаганду фашистской музыки» (исполнение в концерте произведений Р. Вагнера и Р. Штрауса) и «за высказывание антисоветских суждений». В 1937-39 гг. на Колыме осуществил свой крупнейший музыкальный замысел: «24 прелюдии и фуги для фортепиано». 30 декабря в училище состоялся Творческий вечер композитора. Войну Задерацкий провел в эвакуации в Казахстане, а с 1946 по 1948 год вновь жил в Ярославле, где были написаны две камерные симфонии, 24 прелюдии, вокальные сочинения.

## Современность

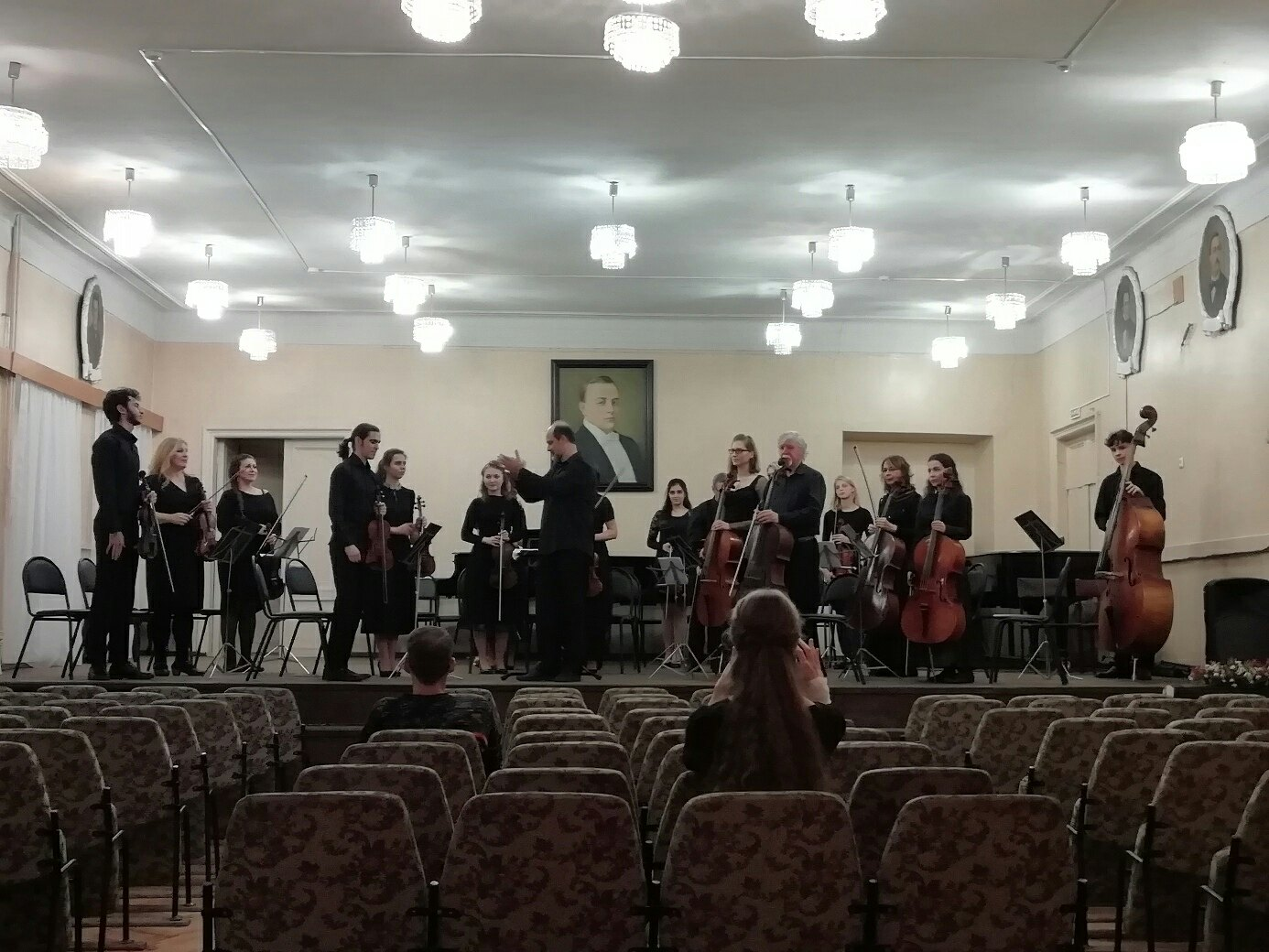
Оркестр отделения струнно-смычковых инструментов

Отделения: фортепиано (солисты и концертмейстеры), народных инструментов (исполнители на домре, балалайке, гитаре, баяне, аккордеоне), духовых и ударных инструментов (артисты симфонических оркестров и инструментальных ансамблей), хорового дирижирования (руководители хоровых коллективов и ансамблей), вокального искусства (артисты хора, ансамбля, певцы-солисты), струнных смычковых инструментов (артисты ансамблей и оркестров), теории музыки (музыковеды, композиторы, дирижёры, деятели музыкальных театров, певцы).

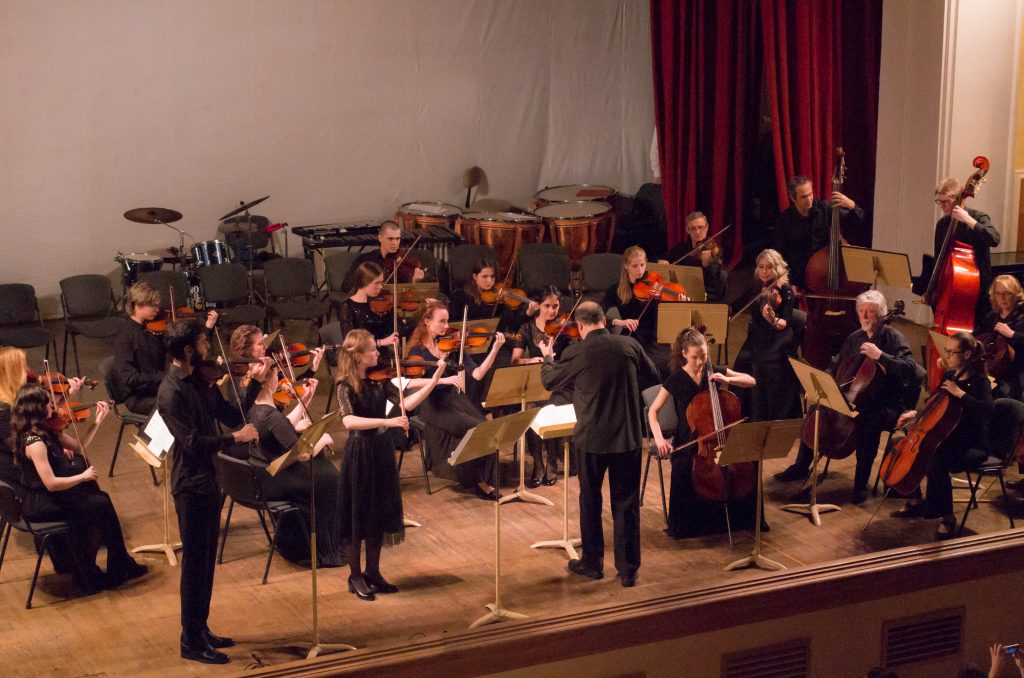
Нарек Мирзаханян и Екатерина Соснина с камерным симфоническим оркестром училища на Юбилейном концерте в Ярославской Филармонии, посвящённому 115-летию училища, 20 ноября 2019 года

При училище действует детская музыкальная школа.
Музыкальные коллективы училища: духовой оркестр, камерный оркестр, оркестр русских народных инструментов, хор, ансамбль русских народных инструментов, ансамбль скрипачей, вокальный ансамбль.
За год студенты проводят более 60 концертов на разных площадках: в школах, вузах, домах культуры, музеях, филармонии, театрах.
Срок обучения — 4 года.

## Концертная, профориентационная и конкурсная деятельность

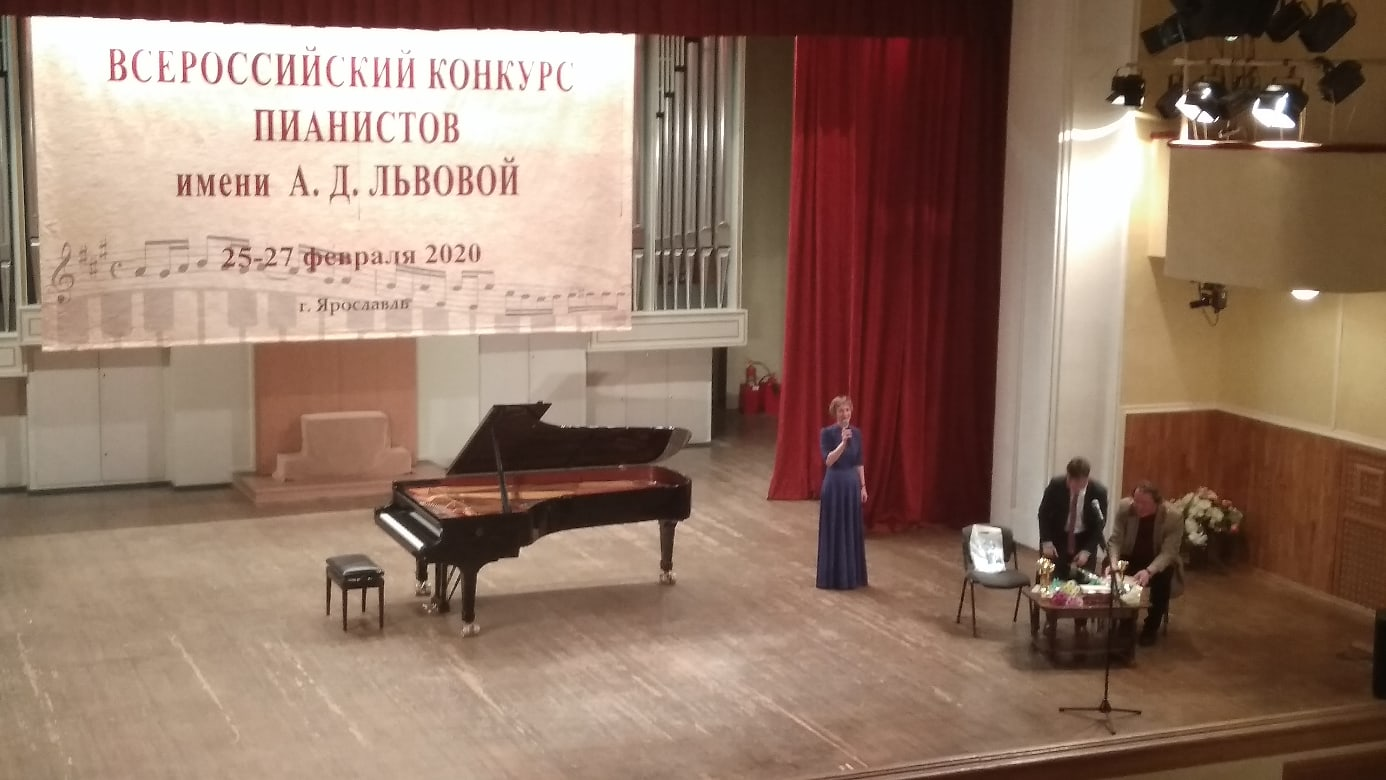
На церемонии награждения участников Всероссийского конкурса пианистов им. А. Д. Львовой (25-27 февраля 2020)

В училище разнообразная концертная, профориентационная и конкурсная деятельность. Каждый год проходит День открытых дверей.
Старейшее ярославское музыкальное училище (колледж) имени Л. В. Собинова получило в нынешнем году новые музыкальные инструменты, оборудование, мебель и учебную литературу. Масштабное обновление состоялось благодаря участию в национальном проекте «Культура» и проекте «Культура малой Родины». На улучшение материально-технической базы училища выделено порядка 20 миллионов рублей из федерального и регионального бюджетов.
В большом концертном зале Ярославского музыкального училища была произведена полная реставрация зала.

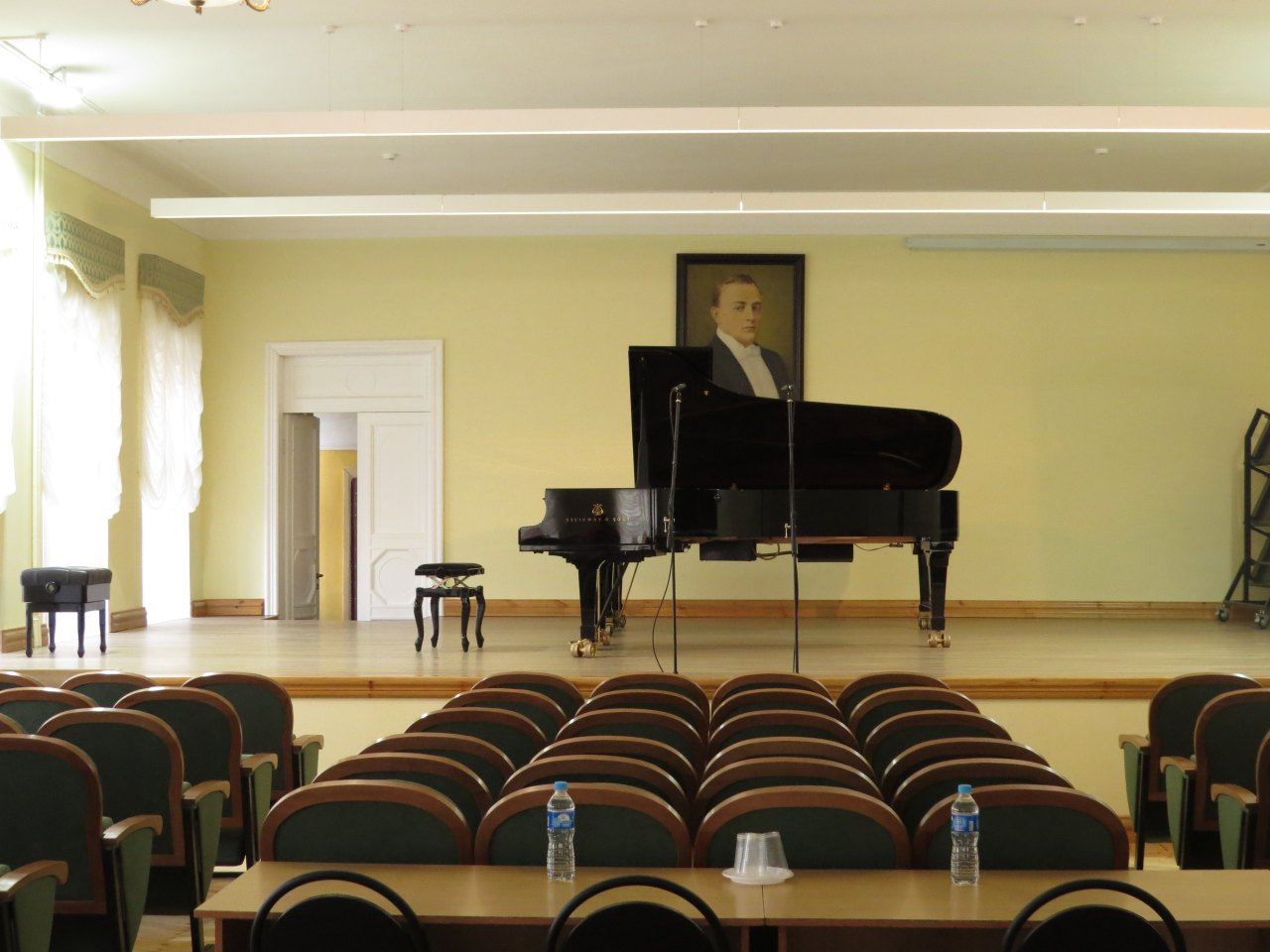
Обновлённый Большой Зал

Помимо инструментов музыканты получили звуковое и интерактивное оборудование. 
По соглашению о сотрудничестве с правительством региона финансовую поддержку образовательному учреждению культуры в размере 2 миллионов рублей также оказало ОАО «Славнефть-ЯНОС».
20 ноября 2019 года училище отметило 115-летие со дня основания в зале Ярославской Филармонии

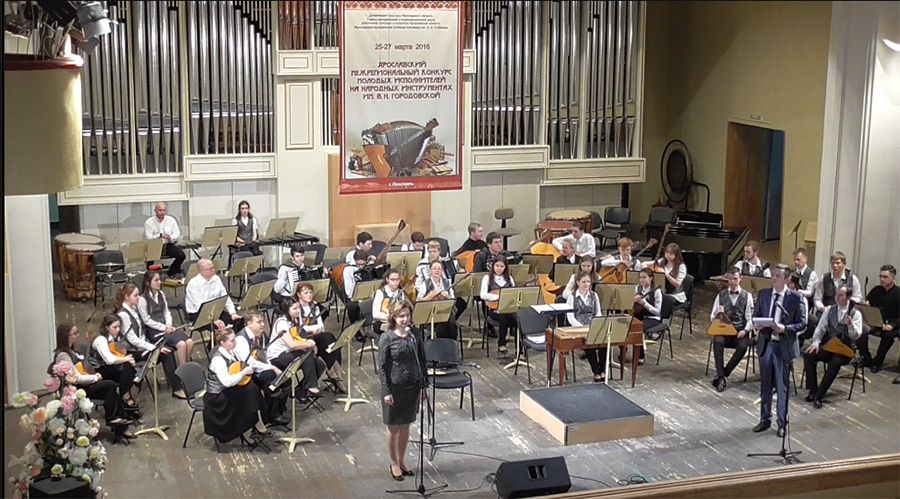
Ярославский межрегиональный конкурс молодых исполнителей на народных инструментах им. В. Н. Городовской, 25-27 марта 2016

В Ярославском музыкальном училище (колледже) им. Л. В. Собинова проходили такие конкурсы, как Межрегиональный конкурс им. А. Д. Львовой (2017 год), Ярославский областной открытый конкурс молодых исполнителей на струнно-смычковых инструментах (2018 год), Областной конкурс по музыкальной литературе «Музыкальный эрудит» (с 2013 г.), Конкурс-игра «Музыкальная угадайка» (с 2008 г.), Ярославский открытый конкурс «Юный композитор» (с 2011 г.), Ярославский фестиваль-конкурс фортепианной музыки «Музыкальные надежды», Ярославский форум «Классическая гитара» (2013, 2016, 2019 гг.), Ярославский межрегиональный конкурс на духовых и струнно-смычковых инструментах «Весенняя симфония», Всероссийский конкурс молодых исполнителей на народных инструментах им. В. Н. Городовской и Всероссийский конкурс пианистов им. А. Д. Львовой.
Всероссийский конкурс пианистов им. А. Д. Львовой проходил 25-27 февраля 2020 года в Ярославле. Учредитель Конкурса — Департамент культуры Ярославской области, организаторы — Ярославское музыкальное училище (колледж) им. Л. В. Собинова, Ярославская государственная филармония.
В 2019 году преподаватель училища, заслуженный работник культуры РФ Алексей Сергеевич Баженов был приглашён с его учениками и ученицами известной сербской пианисткой Мирой Евтич и Валерием Гергиевым принять участие в XIV Международном фестивале «Лики современного пианизма» который прошёл 21-31 декабря 2019 года в Санкт-Петербурге в Мариинском театре. Концерт прошёл с успехом.
Приказ No. 038 от 17 марта 2020 года, училище переходит на режим свободного посещения в связи с эпидимиологической ситуации распространения  коронавирусной инфекции вида COVID-19

## Известные выпускники — композиторы, дирижёры и преподаватели
Среди выпускников училища композиторы — Вера Николаевна Городовская и Вениамин Ефимович Баснер
Музыковед — Нина Михайловна Владыкина-Бачинская (автор книг о Л. В. Собинове).
Дирижёры — А. Масалев и дирижёр Андрей Александрович Великанов
Преподаватели музыкальных училищ и вузов страны — И. Бродова, Н. Мохова, И. Куницына, Е. Петров, А. Буканов, Р. Янчевская, С. Збитнева, Иван Иванович Полтавцев, кантор М. Бурцев, автор учебника «Чтение хоровых партитур» и многие другие.